# Цепи-ленты
«Цепи-ленты» — песня, написанная Владой Куприяновой и записанная украинской певицей Ёлкой, для её четвёртого студийного альбома «Точки расставлены» (2011). Композиция, спродюсированная Сергеем Курицыным, была выпущена, как четвёртый официальный сингл с альбома 2 мая 2012 года.

## Предыстория и релиз
На презентации четвёртого альбома в московском клубе Arena Moscow 18 ноября 2011 году, Ёлка упомянула, что песню «Цепи-ленты» написала киевский автор Влада Куприянова. «Журналисты часто меня спрашивают, откуда вы берете авторов ваших песен. Многое мне присылают по Интернету. Вот, песню „Цепи-ленты“ написала девочка Влада. Она сегодня специально прилетела из Киева ради моего концерта!», — говорила певица. 2 мая 2012 года песня была выпущена в радиоротацию, как четвёртый сингл из альбома, через систему Tophit.

## Реакция критики
В целом, песня получила положительные отзывы от критиков, музыкальных журналистов и программных директоров радиостанций, заняв десятое место в «Экспертном чарте» портала RedStarMusic.ru, за апрель 2012 года. Многие музыкальные критики выделяли роковое настроение композиции и отмечали, что она могла бы хорошо звучать в эфире Нашего радио. Алексей Мажаев в обзоре альбома «Точки расставлены» дал песне высокую оценку и писал: «Намедни, заполняя экспертный бюллетень „Чартовой дюжины“, я был удивлен, что в списке лучших певиц там отсутствует Ёлка. Женя Любич, Татьяна Зыкина и Светлана Сурганова, значит, у них рок, а вот Ёлка нет, и песня „Цепи-ленты“ на „Нашем“ до сих пор не звучит, хотя в ней вокалистка легко убирает виртуальных лидеров российского женского рока». Николай Фандеев так же писал, что «Цепи-ленты» могла бы звучать на Нашем радио («Интересно, поставит ли этот красивейший трек в свой эфир „Наше радио“?») и отмечал, что «в песне „Цепи-ленты“ Ёлка своими интонациями сильно напоминает… Земфиру, превосходя последнюю абсолютно во всём!». Александр Ковальчук из издания «Вголос» в свою очередь тоже проводил в песне параллели с манерой исполнения Земфиры, но в негативном ключе: «Наиболее ярким примером Земфириного эпигонства Ёлки является трек „Цепи-ленты“, где лирика и интонации слизаны один в один. На горизонте маячит только один вопрос — для чего Ёлке копировать Земфиру? Ёлка же вроде неплохая вокалистка».

## Музыкальное видео
В середине марта 2012 года был представлен клип на песню. Режиссёром выступил Алексей Ракитин. На сайте Omusic.com.ua писали, что клип получился необычным и связанным напрямую с текстом композиции: «[он] представлен в виде аппликаций с множества фотографий динамически меняющихся между собой. На фотографиях изображены различные уголки нашей планеты, множество людей со своими заботами и проблемами». Эльвира Яковлева из Starland.ru положительно описывала видео: «Идея аппликаций, конечно, не нова, но получилось довольно симпатично. Рисованный клип на песню „Цепи-ленты“ рассказывает о мыслях и мечтах, как самой певицы, так, во многом, и её слушателя. А видеоряд состоит из кусочков фотографий, динамично сменяющих друг друга. Изображены на них различные уголки планеты, и эпизоды из жизни людей. Смотрите и наслаждайтесь».

## Чарты
| Страна/территория (Чарт)                    | Высшая Позиция |
| ------------------------------------------- | -------------- |
| СНГ (Tophit Общий Топ-100)                  | 23             |
| СНГ (Tophit Топ-100 по заявкам)             | 5              |
| Россия (Tophit Российский Топ-100)          | 23             |
| Россия (Tophit Московский Топ-100)          | 61             |
| Россия (Tophit Санкт-Петербургский Топ-100) | 33             |
| Украина (Tophit Украинский Топ-100)         | 79             |